# بيبليس

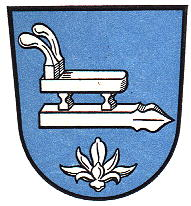
علم بيبليس

بيبليس (بالألمانيةBiblis) هي بلدية في منطفة برغشتراسه في غرب ولاية هسن، ألمانيا.
تبلغ مساحة بيبليس 40,44 كلم²، أما تعدادها السكاني فيبلغ 8,822 (إحصاء 31 ديسمبر 2007).

## توأمة
لبيبليس اتفاقيات توأمة مع كل من:
- Gravelines [الإنجليزية]‏
- نيتناو
- Kąty Wrocławskie [الإنجليزية]‏

## وصلات خارجية
- موقع بلدية بيبلس (بالألمانية)